# Pero infantilis
Pero infantilis är en fjärilsart som beskrevs av W. Warren 1897. Pero infantilis ingår i släktet Pero och familjen mätare. Inga underarter finns listade i Catalogue of Life.